# Jacques Champagne de Labriolle
Pour les autres membres de la famille, voir Champagne de Labriolle.
Jacques Champagne de Labriolle, né le 4 mai 1955, est un diplomate français. 

## Biographie
Jacques Champagne de Labriolle, titulaire d'une maîtrise de lettres modernes et diplômé (swahili) de l'INALCO (dont son père a longtemps été vice-président puis président), est responsable du Centre d’études africaines du Centre culturel français de Nairobi (Kenya) avant de devenir diplomate de carrière.
Outre diverses affectations dans des pays du golfe Persique et en Afrique, Jacques Champagne de Labriolle est membre de la cellule africaine de l'Élysée d'octobre 2002 à octobre 2005 en tant que chargé de mission pour les questions africaines à la Présidence de la République française.
De mars 2007 à septembre 2011, il est ambassadeur de France en République unie de Tanzanie, avant d'être de décembre 2011 à février 2015 au Nigéria.
Il devient ensuite un des « ambassadeurs en région », nommé auprès des régions de Pays de la Loire et Centre-Val de Loire.
Le 7 juin 2016, il est nommé conseiller diplomatique du préfet de la région Auvergne Rhône-Alpes Michel Delpuech, depuis remplacé par Emmanuel Aubry.
Il est nommé lors du Conseil des ministres du 28 février 2018 ambassadeur pour les commissions intergouvernementales, la coopération et les questions frontalières, occupant ainsi une fonction d'ambassadeur thématique .